# 日高東別站
日高東別站（日语：／ Hidaka-tōbetsu eki */?）位於日本北海道日高郡新日高町靜內東別，是北海道旅客鐵道（JR北海道）日高本線上的站。電報略號是。
名稱中「日高」來自於舊令制國國名「日高国」，「東別」源於阿伊努語的「toy-pet」，意思是有可食土的河川。

## 車站構造
側式月台1面1線的地面站。沒有站房，只有一座小型的候車室。

## 車站周邊
附近多為農家。特產是東別草莓。
- 北海道道796號西端春立線
- 日高國際鄉村俱樂部

## 歷史
- 1958年（昭和33年）7月15日 - 設立，只處理旅客業務。
- 1987年（昭和62年）4月1日 - 國鐵分割民營化後成為北海道旅客鐵道（JR北海道）轄下的車站。
- 2015年（平成27年）1月8日：厚賀站 - 大狩部站之間路段因大浪受損而暫停行駛列車，由公車代替行駛[2]。
- 2021年（令和3年）4月1日 - 廢站[3]。

## 相鄰車站

### 廢除路線
北海道旅客鐵道（JR北海道）
日高本線
春立－日高東別－日高三石

## 相關項目
- 日高本線
- 日本鐵路車站列表

## 外部連結
- （日語）全驛參觀之旅 （页面存档备份，存于）